# エレクトリック・ユース (アルバム)
『エレクトリック・ユース』（Electric Youth）は、アメリカ合衆国のシンガーソングライター、デビー・ギブソンが1989年に発表した2作目のスタジオ・アルバム。

## 背景
ギブソンによれば、前作『アウト・オブ・ザ・ブルー』の後に作られた曲は一部に過ぎず、多くの曲は12歳から16歳の頃に作られたという。「ロスト・イン・ユア・アイズ」は、本作リリース前の1988年のツアーで初披露されファンに好評だったことから、ギブソン本人はヒットを確信したという。

## 反響・評価
先行シングル「ロスト・イン・ユア・アイズ」は、アメリカのBillboard Hot 100では「フーリッシュ・ビート」以来となる1位獲得を果たし、全英シングルチャートでは34位に達して、自身6作目の全英トップ100シングルとなった。
そして本作は、アメリカのBillboard 200では5週にわたり1位を獲得する大ヒットとなり、1989年3月にはRIAAによりダブル・プラチナの認定を受けた。全英アルバムチャートでは16週トップ100入りして最高8位を記録し、自身唯一の全英トップ10アルバムとなった。オーストラリアでは1989年4月9日付のアルバム・チャートで初登場41位となり、同年8月13日に最高10位を記録して、最終的には合計32週トップ50入りするロング・ヒットとなった。
ギブソンはASCAPにより、ブルース・スプリングスティーンと共に1989年度の「ソングライター・オブ・ザ・イヤー」に選出された。ブライアン・バスはオールミュージックにおいて5点満点中3.5点を付け「デビュー・アルバムと同様、巧みに作り込まれたティーン・ポップだが、前作ほどキラキラしておらず、インパクトも強くない。とはいえ、決して悪いアルバムではない」と評している。

## リイシュー
2021年には3枚組CD + DVDのデラックス・エディション盤がチェリー・ポップ・レコードから発売され、ボーナスDVDにはシングル4曲のミュージック・ビデオに加えて、1990年発表のライブ映像作品『Live Around the World』も収録された。

## 収録曲
特記なき楽曲はデビー・ギブソン作。
1. フー・ラヴズ・ヤー・ベイビー - "Who Loves Ya Baby?" - 4:01
2. ロスト・イン・ユア・アイズ - "Lost in Your Eyes" - 3:32
3. 見せかけの愛 - "Love in Disguise" - 4:18
4. ヘルプレスリー・イン・ラヴ - "Helplessly in Love" - 4:10
5. サイレンス・スピークス - "Silence Speaks (A Thousand Words)" - 3:38
6. ビーン・ザ・ワン - "Should've Been the One" - 5:09
7. エレクトリック・ユース - "Electric Youth" - 4:55
8. ノー・モア・ライム - "No More Rhyme" - 4:13
9. オーヴァー・ザ・ウォール - "Over the Wall" - 3:58
10. ウィ・クッド・ビー・トゥゲザー - "We Could Be Together" - 5:34
11. シェイズ・オブ・ザ・パスト - "Shades of the Past" - 4:54

### CDボーナス・トラック
1. ウィ・クッド・ビー・トゥゲザー（キャンプファイアー・ミックス） - "We Could Be Together (Campfire Mix)" - 5:35
2. ノー・モア・ライム（アコースティック・ミックス） - "No More Rhyme (Acoustic Mix)" - 4:13

### 2021年デラックス・エディション盤ボーナス・トラック
1. "Electric Youth (Special DJ Edit)" - 3:41
2. "Electric Youth (Latin Edit)" - 3:55
3. "We Could Be Together (Remix)" - 5:39
4. "Without You (Single Version)" (Debbie Gibson, Tatsuto Yamashita) - 4:21

### 2021年デラックス・エディション盤ボーナス・ディスク

#### Electric Youth Remixes
1. "Electric Youth (The Electro Mix)" - 6:39
2. "Electric Youth (Electric Dub Gone Haywire)" - 6:34
3. "Electric Youth (The Electric Dub)" - 6:34
4. "Electric Youth (Deep House Mix)" - 7:37
5. "Electric Youth (Shep’s House Dub)" - 5:57
6. "Electric Youth (Shep’s House Beats)" - 	6:05
7. "Electric Youth (House Edit)" - 3:57
8. "Electric Youth (7” Alternative Latin Edit)" - 3:55

#### Remixes & B-Sides
1. "Silence Speaks (A Thousand Words) (Acoustic Mix)" - 3:41
2. "Lost in Your Eyes (Piano & Vocal Mix)" - 3:36
3. "Over the Wall (Dub)" - 4:28
4. "We Could Be Together (House Mix)" - 7:21
5. "We Could Be Together (House of Trix)" - 6:00
6. "We Could Be Together (Radio Mix)" - 4:33
7. "We Could Be Together (Live Mix - From Video)" - 7:49
8. "We Could Be Together (Edit)" - 4:41
9. "Without You (Instrumental Version)" (D. Gibson, T. Yamashita) - 4:20
10. "In the Still of the Night (I’ll Remember)" (Fred Parris) - 3:54
11. "Come Home (Wonder Years)" - 2:05
12. "Love in Disguise (Instrumental)" - 4:20

### 2021年デラックス・エディション盤ボーナスDVD
1. "Lost in Your Eyes (Promo Video)"
2. "Electric Youth (Promo Video)"
3. "No More Rhyme (Promo Video)"
4. "We Could Be Together (Promo Video)"
5. "Who Loves Ya Baby ? (Live)"
6. "Over the Wall (Live)"
7. "Lost in Your Eyes (Live)"
8. "Don't Flirt with Me (Live)"
9. "Dance to the Music (Live)" (Sylvester Stewart)
10. "Love Under My Pillow (Live)"
11. "Should've Been the One (Live)"
12. "We Could Be Together (Live)"
13. "No More Rhyme (Live)"
14. "Electric Youth (Live)"

## 参加ミュージシャン
- デビー・ギブソン - ボーカル、バックグラウンド・ボーカル、ピアノ(on #2, #5, #6)、キーボード(on #6, #9)、ドラム・プログラミング(on #9)
- フレッド・ザール - キーボード、ドラム・プログラミング(on #1, #2, #3, #5, #7, #8, #10, #11)
- アイラ・シーゲル - アコースティック・ギター(on #1, #5, #7, #8, #9, #10, #11)、エレクトリック・ギター(on #4, #5, #7, #9, #10, #11)
- トミー・ウィリアムズ - エレクトリック・ギター(on #2, #3, #6)、アコースティック・ギター(on #6)
- カーク・パワーズ・バークハルト - ベース(on #5, #6)
- ルー・アペル - ドラムス(on #5, #6)
- バシリ・ジョンソン - パーカッション(#6を除く全曲)
- アダム・テセ - パーカッション、サクソフォーン(on #6)
- レスリー・ミング - ハイハット(on #1, #3, #8, #9)
- ジェフ・スミス - サクソフォーン・ソロ(on #1, #8)
- ロジャー・ローゼンバーグ - フルート・ソロ(on #5)
- エド・パレルモ - テナー・サクソフォーン(on #8, #10)
- バド・バリッジ - トランペット(on #8, #10)
- マット・ファインダーズ - トロンボーン(on #8, #10)
- ボブ・オズマン - チェロ(on #8)
- キャリー・ジョンソン - バックグラウンド・ボーカル(on #1, #3, #7, #8, #10, #11)
- リビー・ジョンソン - バックグラウンド・ボーカル(on #1, #7, #10, #11)
- キース・スチュワート - バックグラウンド・ボーカル(on #1, #9, #10)
- ティム・ローレス - バックグラウンド・ボーカル(on #8, #11)
- サンドラ・セント・ヴィクター - バックグラウンド・ボーカル(on #8)
- リンダ・モラン - バックグラウンド・ボーカル(on #10)